# Referéndum de guerra
Un referéndum de guerra es un tipo propuesto de referéndum en el que los ciudadanos decidirían si una nación debería ir a la guerra. Nunca se ha celebrado un referéndum de este tipo. La primera idea de un referéndum de guerra provino del Marqués de Condorcet en 1793 e Immanuel Kant en 1795.